# جورج ورنی
جورج ورنی (انگلیسی: George Verney؛ ژانویه ۱۸۷۱ – 1950 (age 79)) بازیکن فوتبال اهل بریتانیا بود.
از باشگاه‌هایی که در آن بازی کرده‌است می‌توان به باشگاه فوتبال ساوت‌همپتون اشاره کرد.